# Dreiseenplatte
Die Dreiseenplatte im Münchner Stadtbezirk Feldmoching-Hasenbergl, nordwestlich des Olympiaparks besteht aus 1969/70 umgestalteten Baggerseen, die durch Kiesentnahme für Bauarbeiten der Deutschen Reichsbahn an einem Hochleistungsrangierbahnhof im Münchner Norden in den 1930er Jahren entstanden. Alle drei Badeseen sind EU-Badegewässer und besitzen ausgedehnte Liegewiesen mit diversen Freizeitmöglichkeiten sowie Grünflächen die als Sekundärbiotop für Flora und Fauna dienen. Sie werden am Grund stark von Grundwasser durchströmt. 
Nicht zu verwechseln ist die Dreiseenplatte mit der weiter westlich etwas außerhalb des Stadtgebiets gelegenen Langwieder Seenplatte, die ebenfalls drei als Baggerseen entstandene Badeseen ähnlicher Größe umfasst.

## Lerchenauer See
Der Lerchenauer See im gleichnamigen Stadtteil, an der Lassallestraße, ist mit rund 7,9 Hektar Fläche, einem Volumen von 38.200 m3, einer mittleren Tiefe von 4,6 m und einer größten Tiefe von 7,9 m, der kleinste See der Dreiseenplatte. Er wurde ab 1967 nach Plänen des Landschaftsarchitekten Alfred Reich umgestaltet, 1974 wurden die Maßnahmen abgeschlossen. Er benötigt 86 Tage für die Wassererneuerung und bietet bis zu 8.000 Menschen Erholung. Die 2016 gebaute Station der Wasserwacht Lerchenau am Südufer ist in der Badesaison von Anfang Mai bis Ende September an Wochenenden und Feiertagen besetzt. Am Südufer befindet sich eine ca. 5 Hektar große Grünfläche mit Spielplatz und Rodelhügel. Nördlich des Sees liegen vier in den 1960ern gebaute 15-geschossige Hochhäuser.

## Fasaneriesee

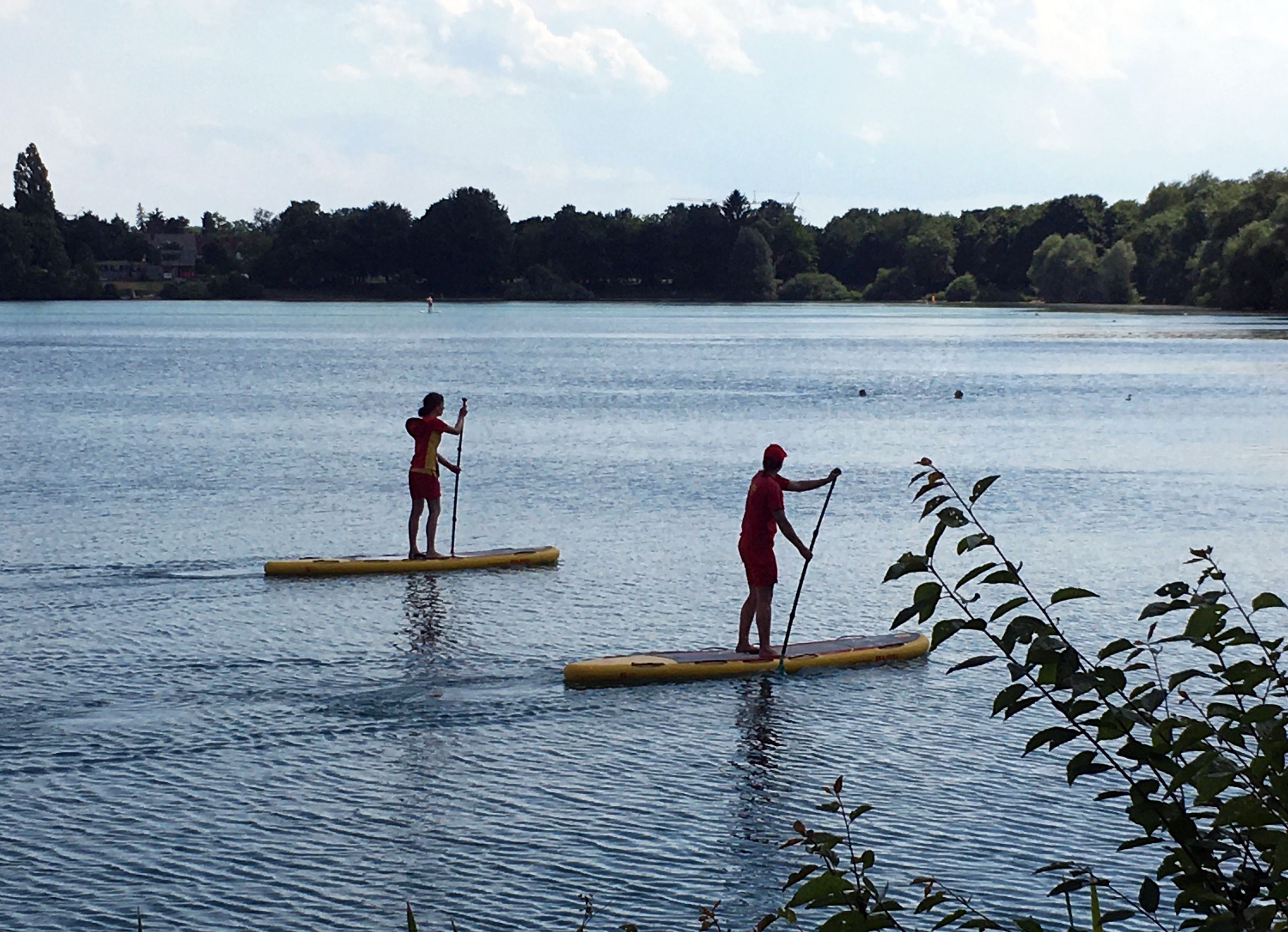
Zwei Rettungsschwimmer patrouillieren per Stand-Up-Paddling am Fasaneriesee

Der Fasaneriesee an der Feldmochinger Straße im Stadtteil Fasanerie-Nord hat eine Fläche von 14,7 Hektar. Durch aufgeschüttete seichte Stellen ist der ansonsten durchschnittlich 5,7 Meter und bis zu 8,5 Meter tiefe See auch Nichtschwimmern zugänglich. Am Westufer befinden sich mehrere Volleyball- und Tischtennisplätze, eine große Wiese für Fußball, Federball oder Frisbee sowie ein kleiner Skatepark. Am Südufer befindet sich eine Wasserrettungsstation der Deutschen Lebens-Rettungs-Gesellschaft (DLRG) München-Mitte, die in den Sommermonaten von Mai bis September an Wochenenden und Feiertagen durch ehrenamtliche Rettungsschwimmer besetzt wird. Die Station wurde 2011 eingeweiht und ist neben der Sicherheit der Badegäste Stützpunkt für den First Responder und eine Schnell-Einsatz-Gruppe Wasserrettung.
Am Nordrand des Sees befand sich Feldmochings erster Friedhof (heute als Gedenkstein sichtbar). Hier wurden zwischen 1939 und 1941 circa 600 bajuwarische Reihengräber entdeckt, die vermutlich aus der Zeit zwischen 550 n. Chr. bis 700 n. Chr. stammen.

## Feldmochinger See
Der Feldmochinger See befindet sich an der Karlsfelder Straße im Stadtteil Feldmoching und ist mit einer Fläche von 15,5 Hektar und einer max. Tiefe von 6,1 m der drittgrößte See im Münchner Stadtgebiet. Auf der ca. 13 ha großen Liegewiese finden bis zu 12.000 Badegäste Platz. An der Nordseite befindet sich ein barrierefreier Zugang zum Wasser sowie die Wasserrettungsstation der Wasserwacht München Nord, die ebenfalls die in den Sommermonaten von Mai bis September an Wochenenden und Feiertagen durch ehrenamtliche Rettungsschwimmer besetzt wird. Im Nordwesten des Sees befindet eine Sportanlage, die unter anderem Beachvolleyball, einen Trimm-Dich-Pfad und einen großen Abenteuer-Spielplatz bietet. Im Südosten befindet sich ein Biotop mit Beobachtungsturm, im Südwesten der FKK-Bereich. Der See wird aus drei Quellen gespeist und fließt in den Kalterbach ab, was zu einer guten Wasserqualität und durchschnittlichen Wassertemperaturen zwischen 18 und 23 °C führt. Der Spazierweg um den See ist 2,25 Kilometer lang.

## Bilder

### Lerchenauer See

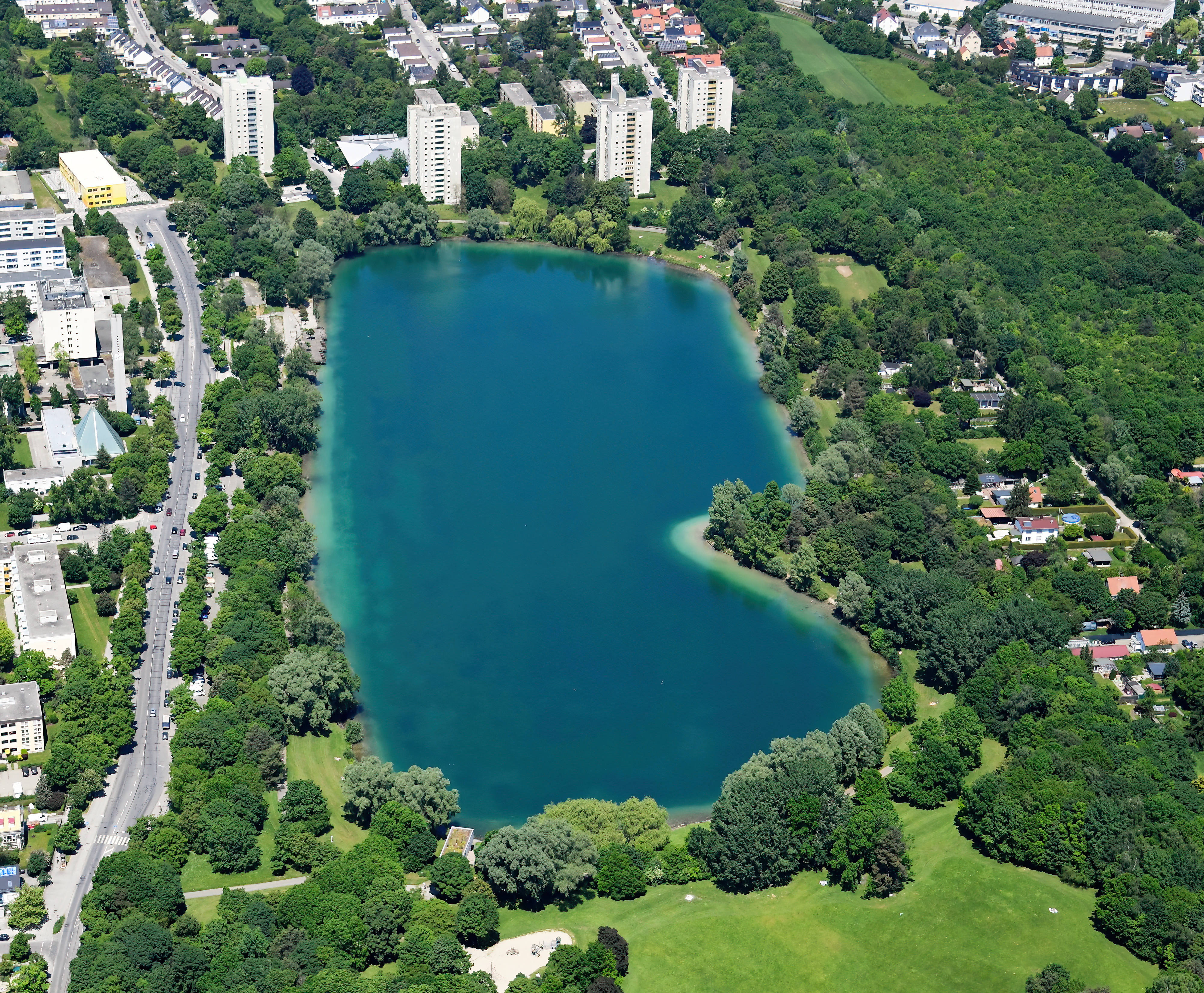
Lerchenauer See
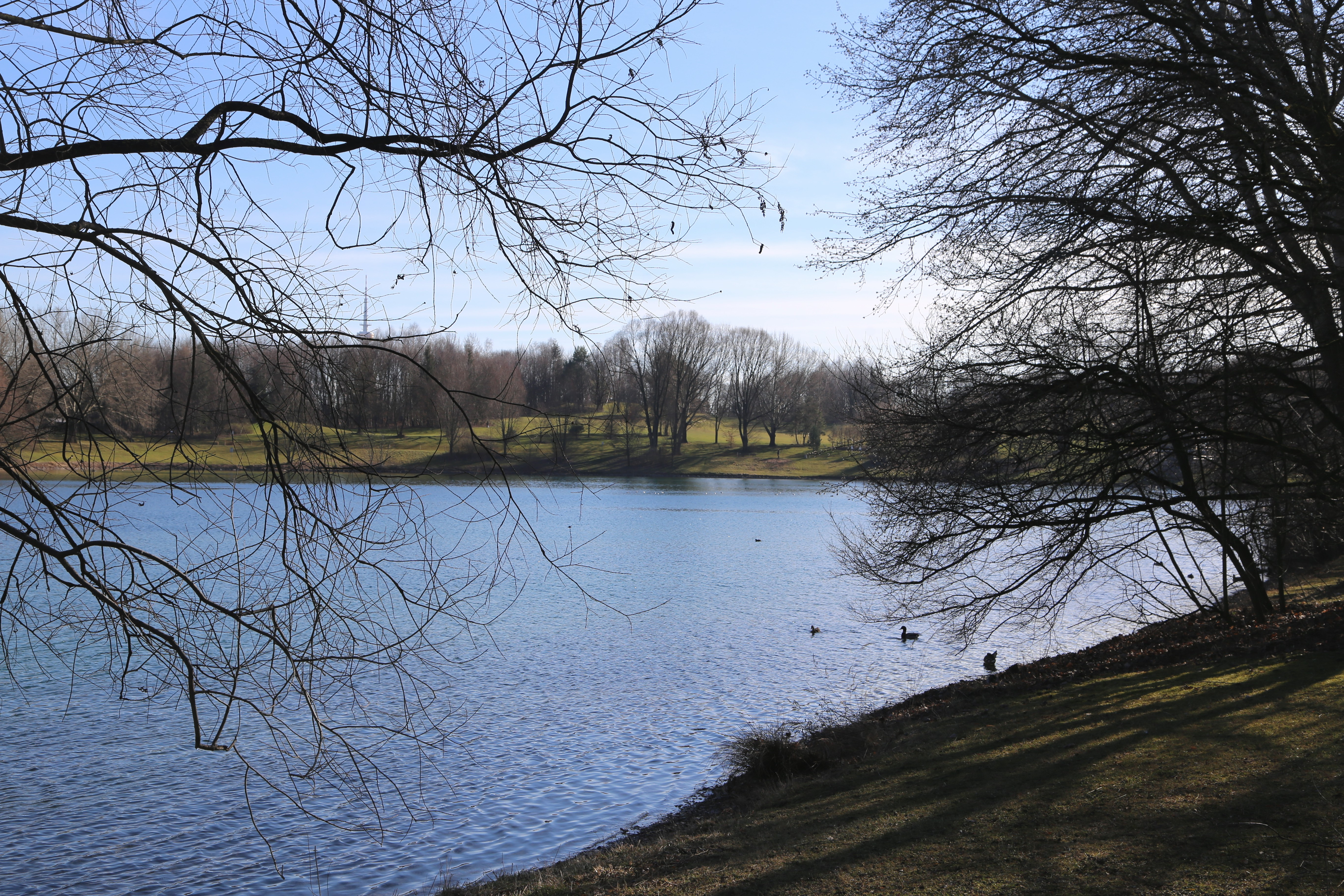
Lerchenauer See
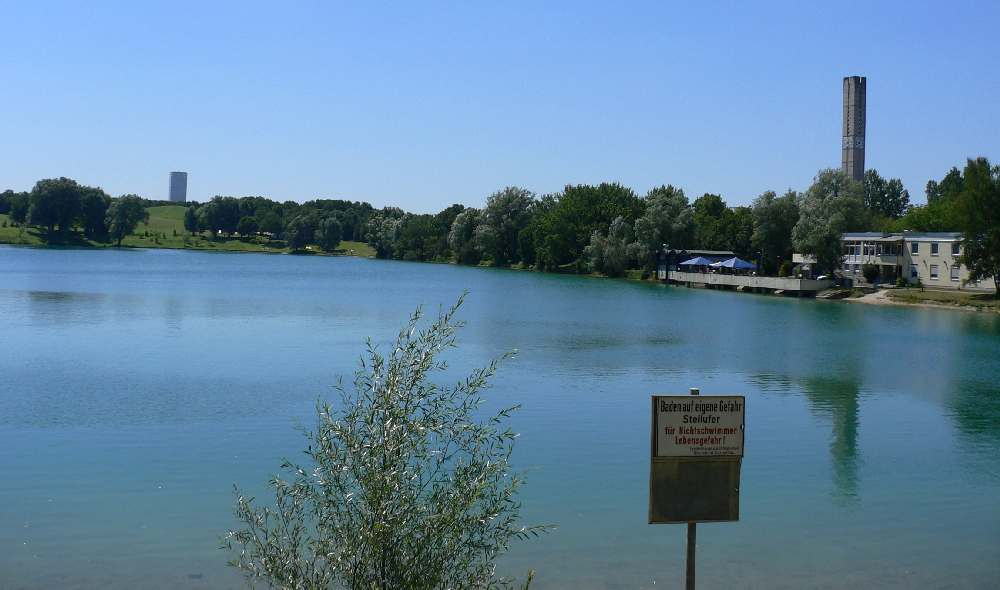
Lerchenauer See mit Blick auf das Uptown München und die Kapernaumkirche
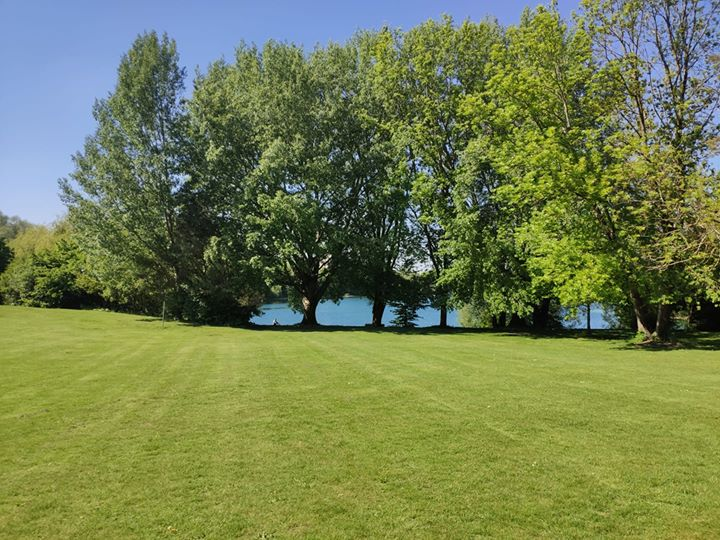
Liegewiese
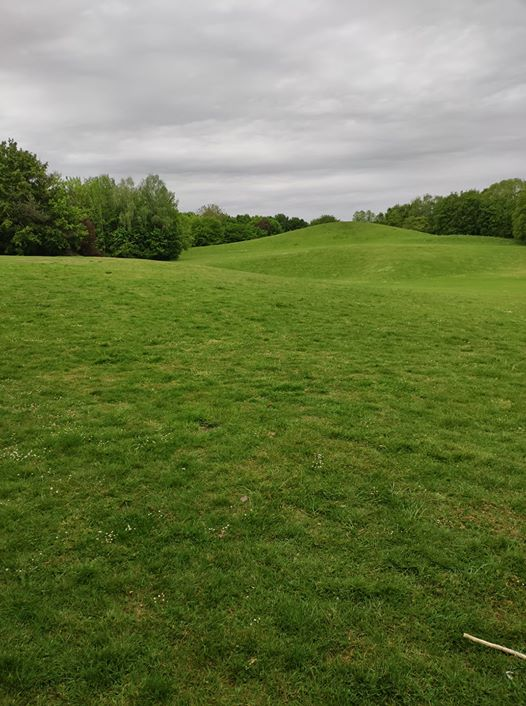
Hügel am See
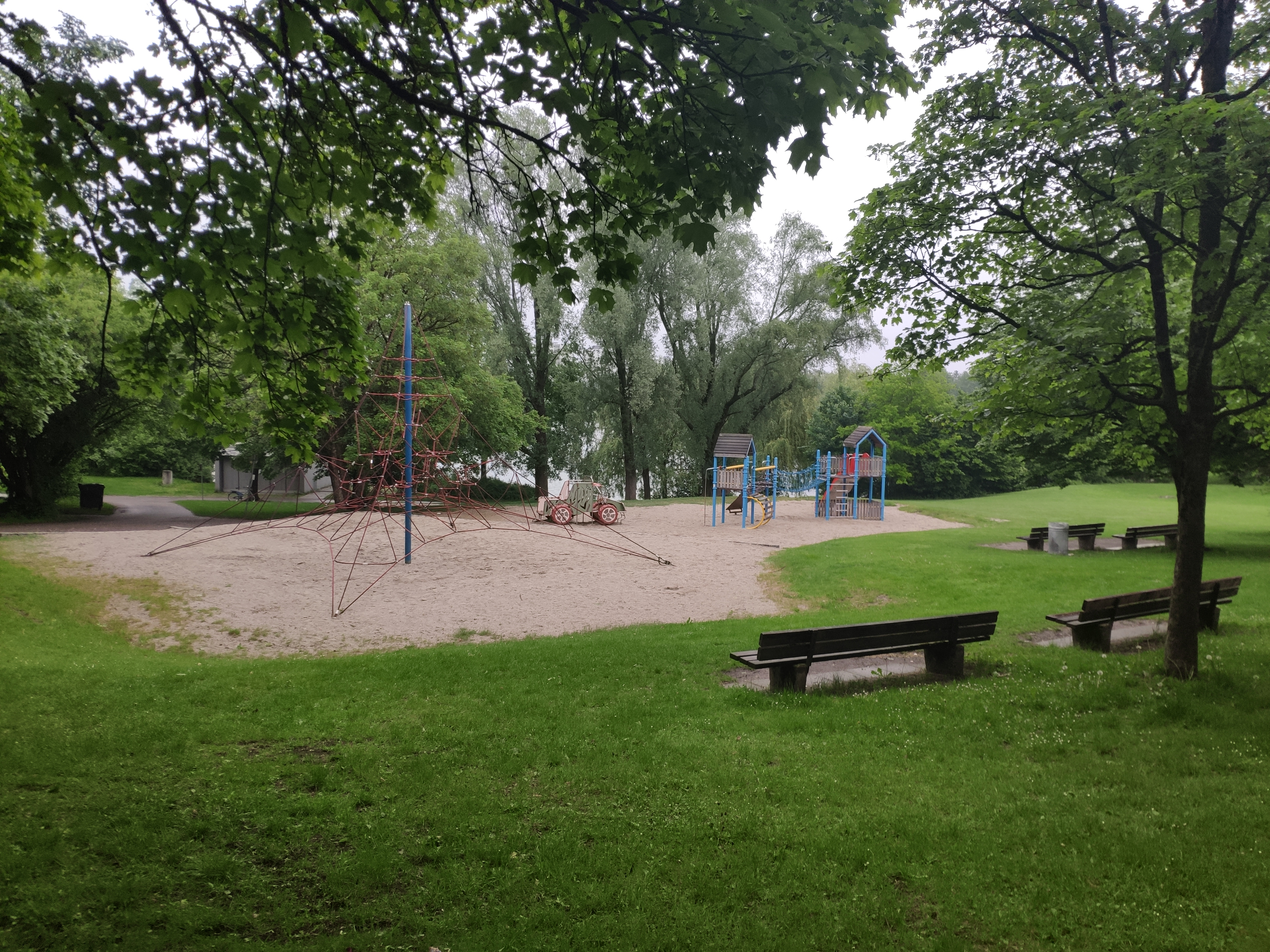
Spielplatz am See

### Fasaneriesee

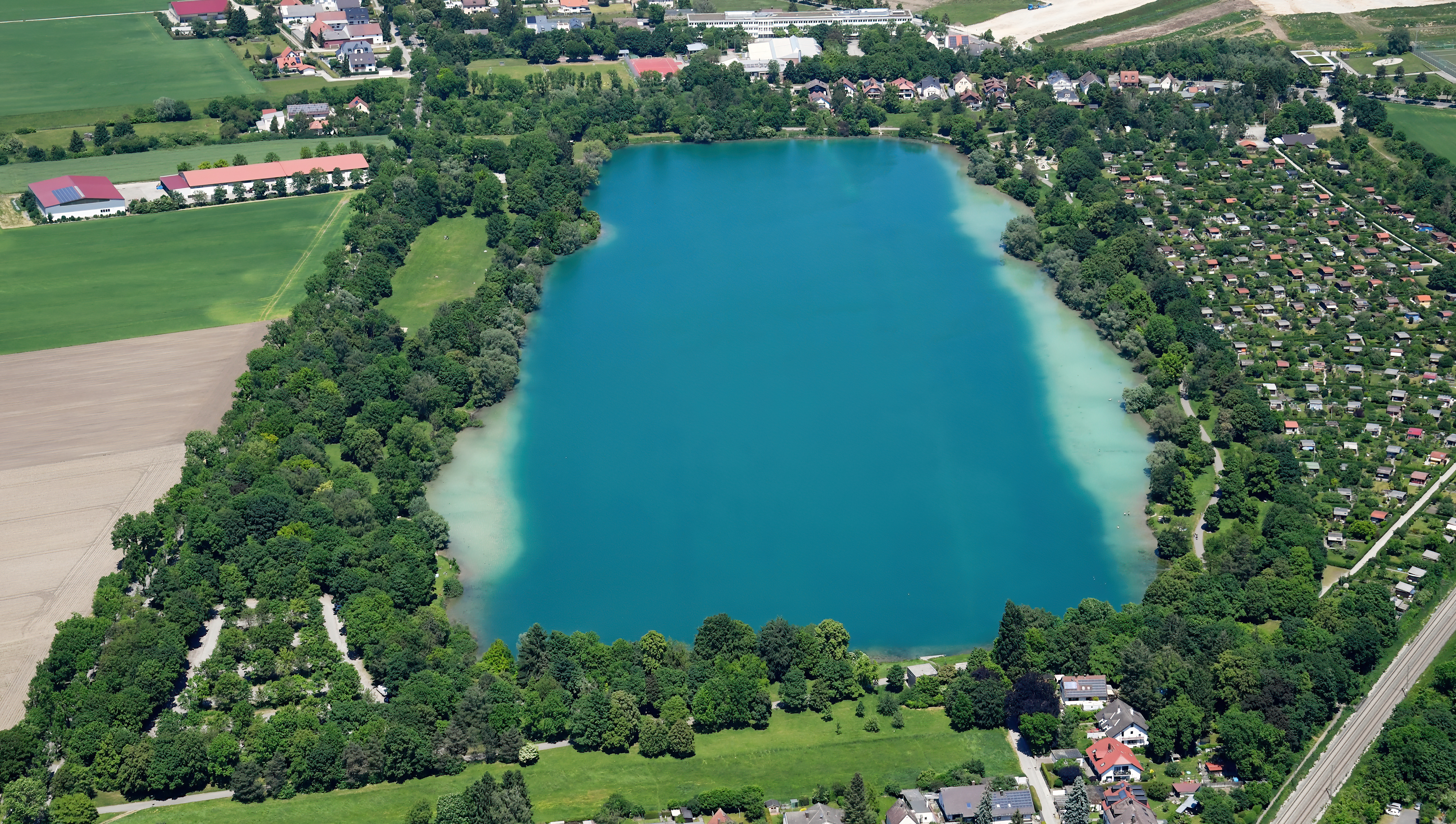
Fasaneriesee
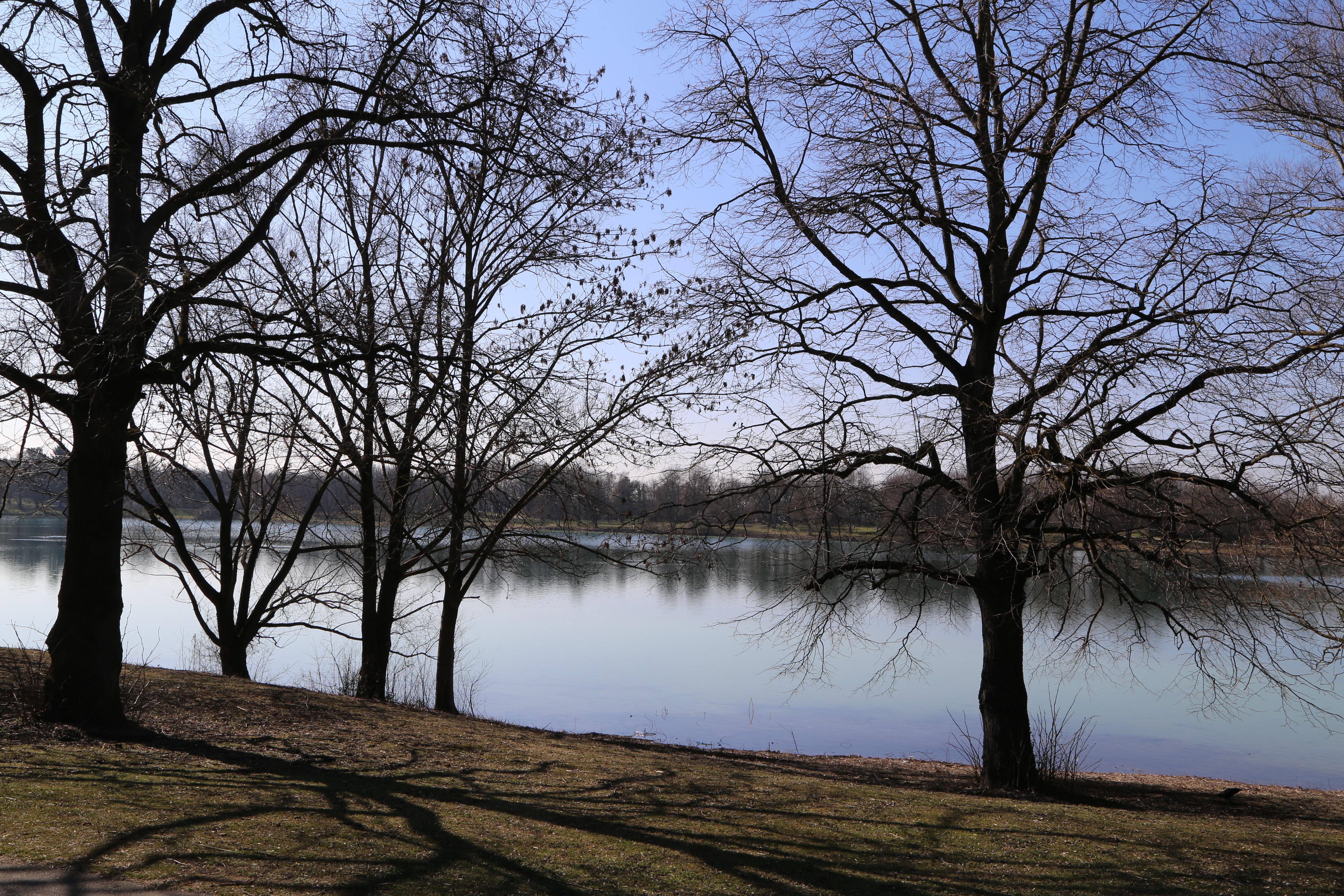
Fasaneriesee
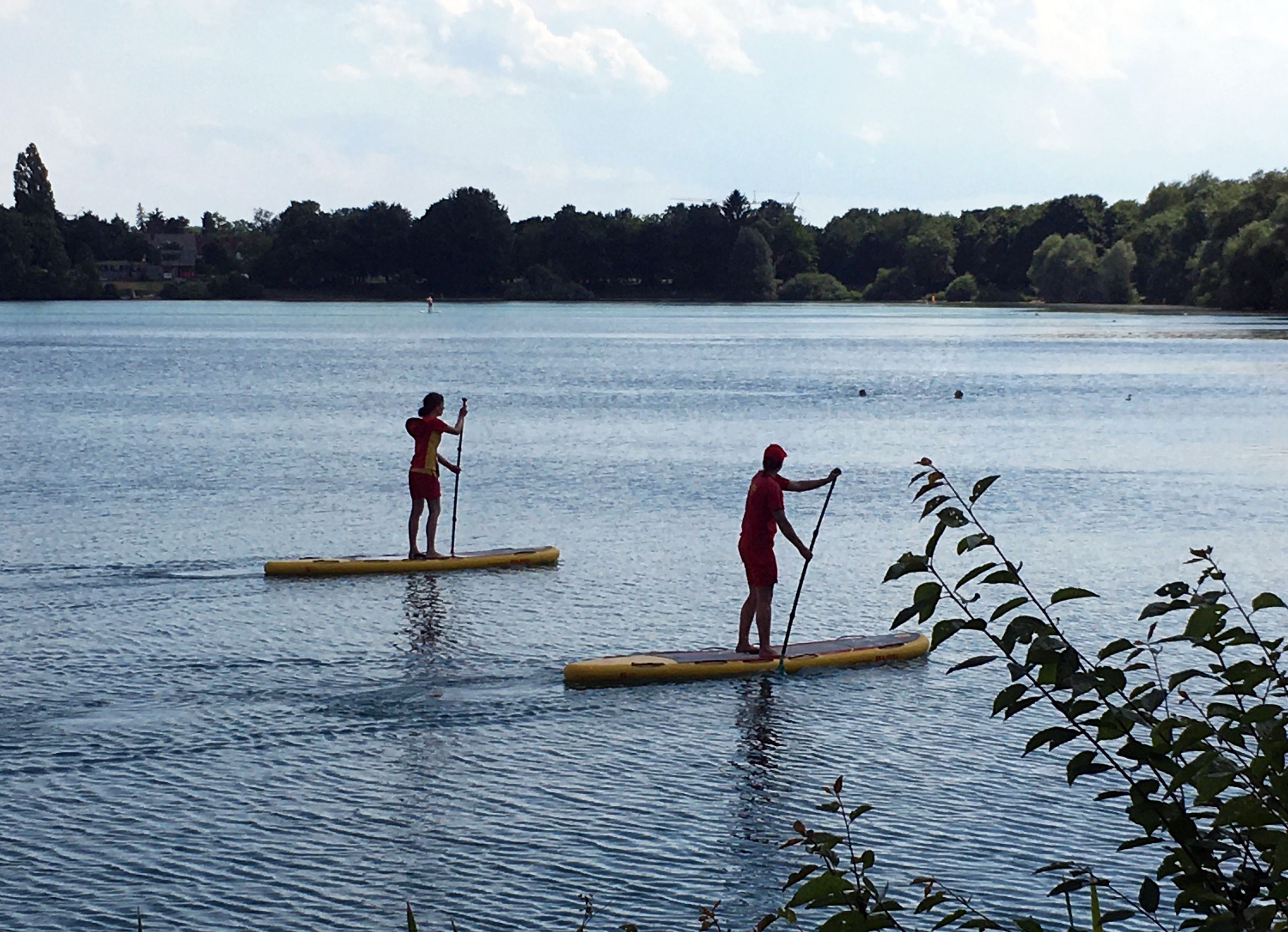
Zwei Rettungsschwimmer patrouillieren per Stand-Up-Paddling am Fasaneriesee

### Feldmochinger See

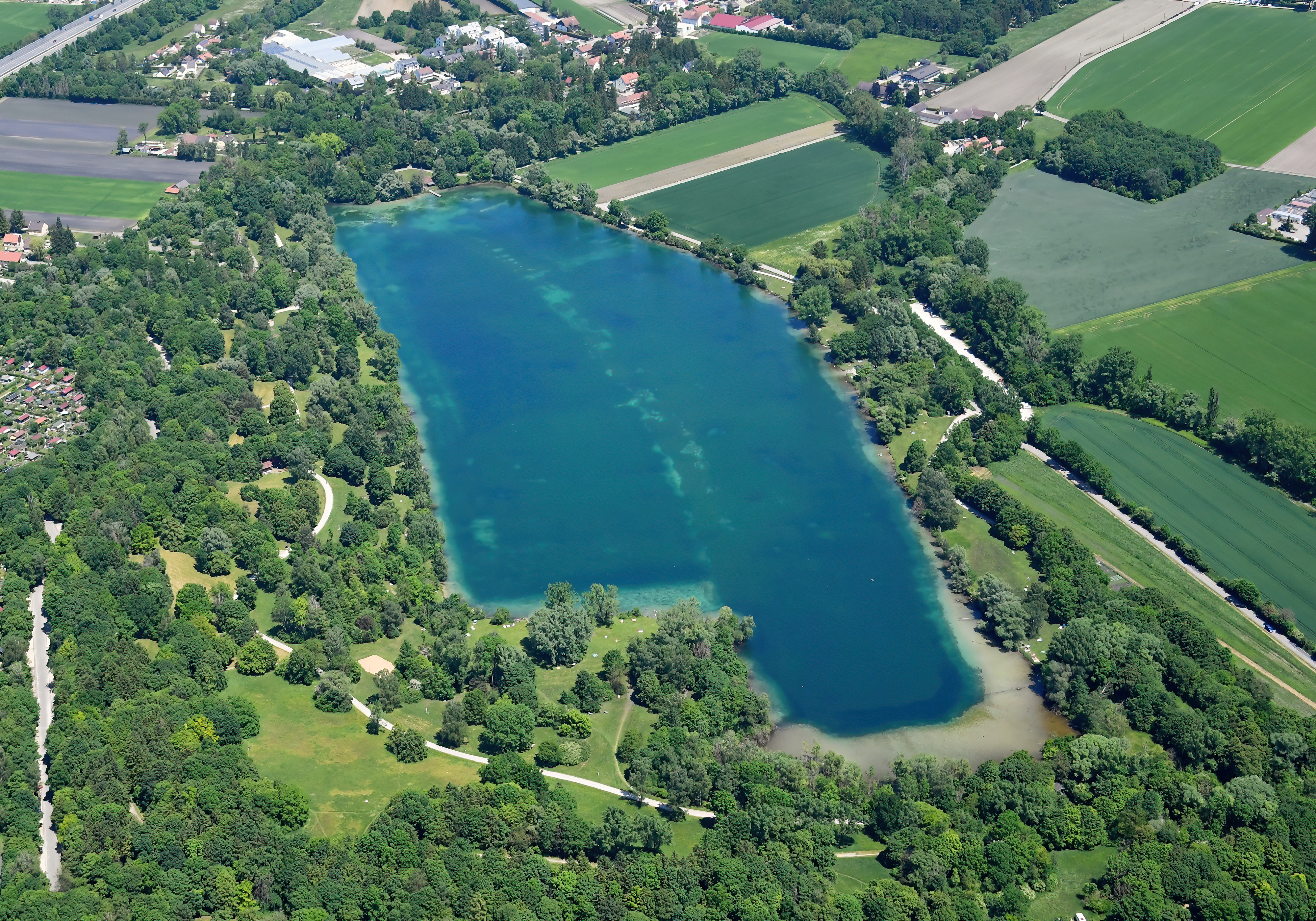
Feldmochinger See
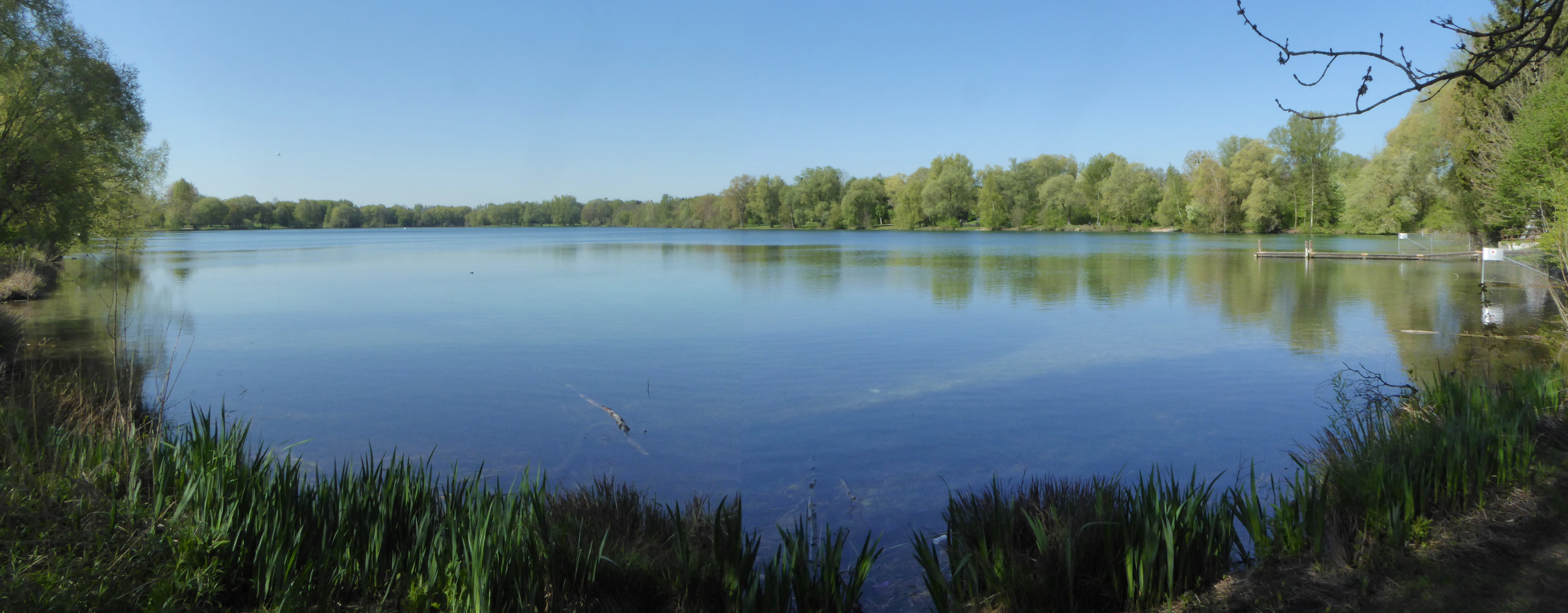
Feldmochinger See

## Verkehrslage

### PKW
Parkmöglichkeiten mit direkten Zugang findet man beim Lerchenauer See beim Parkplatz an der Lassallestraße. Parkmöglichkeiten am Fasaneriesee befinden sich an der Feldmochinger Straße (etwa auf Höhe Schnepfenweg) und an der Lerchenauer Straße gegenüber dem Vereinsheim der Spielvereinigung Feldmoching. Der Feldmochinger See bietet seinen Besuchern eine große Parkplatzfläche an der Karlsfelder Straße, die im Sommer kostenpflichtig ist.

### Öffentliche Verkehrsmittel
Der Fasaneriesee liegt ein paar Gehminuten vom S-Bahnhof Fasanerie entfernt. Mit dem Bus ist der Lerchenauer See (Haltestelle Lerchenauer See bzw. Max-Wönner-Straße, Metrobuslinie 60) und der Feldmochinger See (Haltestelle Feldmochinger See, Stadtbuslinie 172) erreichbar. Die nächstgelegene Bahn ist die U3 U-Bahnhof Olympia-Einkaufszentrum im Süden, U-Bahnhof Oberwiesenfeld im Südosten bzw. U2 Feldmoching im Nordosten.

### Fahrrad
Über die Schneise am ehemaligen Bahnhof München Olympiastadion ist eine High Line-artige Parkverbindung in Richtung Olympiapark und Innenstadt geplant. Ein Radweg führt über den Olympiapark, Feldbahn- und Heidelerchenstraße zum Lerchenauer See sowie weiter entlang der Lerchenauer Straße zum Fasaneriesee.